# Przejście graniczne Gubin-Guben (kolejowe)
Przejście graniczne Gubin-Guben – istniejące do 2007 polsko-niemieckie kolejowe przejście graniczne, położone w województwie lubuskim, powiecie krośnieńskim, w gminie miejskiej, w miejscowości Gubin.

## Opis
Przejście graniczne Gubin-Guben z miejscem odprawy granicznej po stronie niemieckiej w miejscowości Guben (stacja kolejowa), czynne całą dobę. Dopuszczone było przekraczanie granicy dla ruchu osobowego i towarowego oraz mały ruch graniczny. Kontrolę graniczną osób, towarów i środków transportu wykonywała kolejno: Graniczna Placówka Kontrolna Straży Granicznej w Gubinie, Graniczna Placówka Kontrolna Straży Granicznej w Gubinku, Placówka Straży Granicznej w Gubinku.
21 grudnia 2007 na mocy układu z Schengen przejście graniczne zostało zlikwidowane.

### Przejścia graniczne z NRD
W okresie istnienia Niemieckiej Republiki Demokratycznej funkcjonowało w tym miejscu polsko-niemieckie kolejowe przejście graniczne Gubin. Czynne było codziennie przez całą dobę. Kontrolę graniczną osób, towarów i środków transportu wykonywała Graniczna Placówka Kontrolna Gubin.
W październiku 1945 na granicy polsko-niemieckiej, w ramach tworzących się Wojsk Ochrony Pogranicza utworzono Przejściowy Punkt Kontrolny Gubin nr 4 – kolejowy III kategorii.
|  |